# Sandra Reyes
Sandra Reyes (Bogotá, 31 de maio de 1975 — Bogotá, 1 de dezembro de 2024) foi uma atriz colombiana.

## Carreira

### Televisão
- Clase aparte (1995) - Maria Jose
- La mujer del presidente (1997) - Adriana Guerrero Trujillo
- Me llaman Lolita (1999) - Connie
- Pedro el escamoso (2001) - Paula Dávila
- La saga, negocio de familia (2004) - Pilar de Manrique
- Lorena (2005) - Grethel
- Nadie es eterno en el mundo (2007) - Guadalupe
- El cartel (2008) - Amparo Cadena
- Tres Milagros (2011) - Aleyda de Rendón
- El laberinto (2012) - Adriana Guerrero
- Mujeres asesinas (Colômbia) (2012)
- Metástasis (2013) - Cielo Blanco

### Cinema
- La pena máxima (2001) - Luz Dary de Concha
- Esto huele mal (2007)
- Gordo, calvo y bajito (2011) - Beatriz